# Glykosylaminy

Cyklická poloaminaletherová vazba odvozená od aldehydu

Glykosylaminy (též N-glykosidy) jsou organické sloučeniny obsahující glykosylovou skupinu navázanou na aminovou skupinu, -NR2. Glykosylová a aminová skupina jsou spojemy β-N-glykosidovou vazbou, čímž vytváří cyklický poloaminalether (α-aminoether).
Do této skupiny sloučenin patří nukleosidy, jako je adenosin.
|  |